# Mia Carlsson
Mia Matilda Carlsson, född Karlsson den 12 mars 1990 i Skånes-Fagerhult, är en svensk före detta fotbollsspelare (försvarare) som spelade för Kristianstads DFF mellan 2009 och 2023. 

## Klubbkarriär
Carlsson började spela fotboll i Skånes Fagerhults IF som femåring. Som 12-åring gick hon till Vittsjö GIK och därefter som 18-åring till Kristianstads DFF.
Inför säsongen 2015 skrev Carlsson på ett treårskontrakt med Kristianstads DFF. Carlsson blev säsongen 2016 utsedd till "Årets spelare" av Sveriges Elitdamdomare (SEDD).
Efter säsongen 2016 hade Carlsson spelat 155 allsvenska matcher för Kristianstad, samtliga från start. Inför säsongerna 2018 och 2019 förlängde hon kontraktet med ett år i taget. I november 2019 förlängde Carlsson sitt kontrakt med ett år. I augusti 2020 bröt Carlsson foten i en match mot Linköpings FC och missade resten av säsongen. I oktober 2021 förlängde Carlsson sitt kontrakt i Kristianstad över säsongen 2022, vilket blev hennes 14:e säsong i klubben. I december 2022 förlängde hon på nytt sitt kontrakt med ett år. Vid slutet av säsongen 2023 avslutade Carlsson sin fotbollskarriär efter totalt 15 år i Kristianstads DFF.

## Landslagskarriär
Carlsson debuterade i U17-landslaget och gjorde 2 mål under sin tid i laget. Hon representerade även Sveriges U19 och U23-landslag och spelar 2018 i A-landslagstruppen.